# هاسه‌گاوا فوجیهیرو

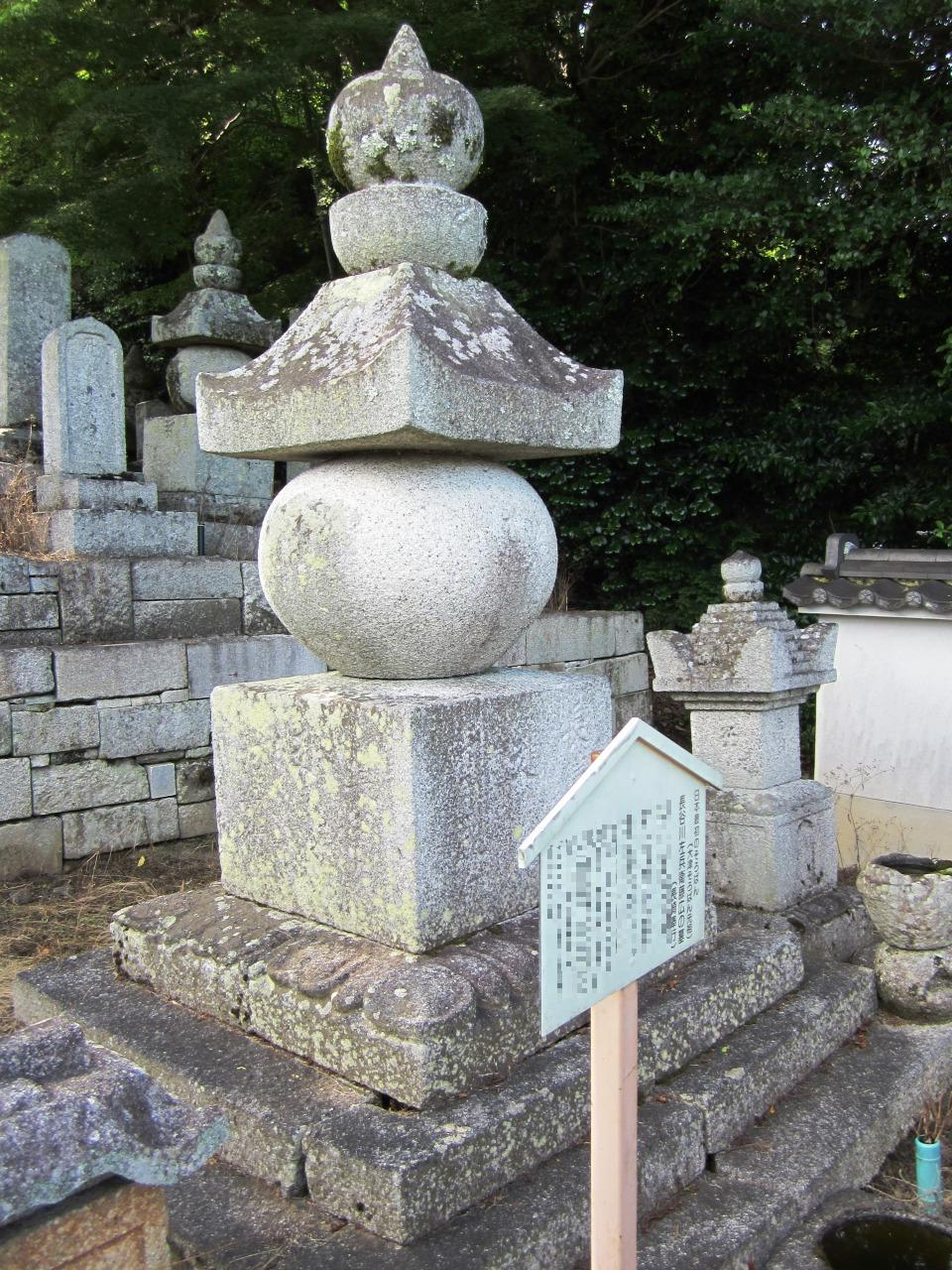

هاسه‌گاوا فوجیهیرو (به ژاپنی: 長谷川 藤広 はせがわ ふじひろ) (مرگ ۱۶۱۷–۱۵۶۷) یک سامورایی، هاتاموتو و دارای مقام ناگازاکی بوگیو در دوره ادو در ژاپن بود. از سال ۱۶۰۳ به خدمت توکوگاوا ایه‌یاسو درآمد. او به علت حادثه اوکاموتو دایهاچی شهرت دارد.